# Bracon amaculatus
Bracon amaculatus är en stekelart som beskrevs av Ahmet Beyarslan 1988. Bracon amaculatus ingår i släktet Bracon och familjen bracksteklar. Inga underarter finns listade.